# Себастијан (римски аристократ)
Себастијан, Јовинов брат, био је аристократа из јужне Галије. Пошто је Јовин постао узурпатор у Западном римском царству у време цара Хонорија, Себастијан се прогластио за Јовиновог савладара 412. године. Новац са Себастијановом сликом кован је у Арлу и Триру.
Када су се односи између визиготског краља Атаулфа и Јовина покварили, варварин је заробио Себастијана 413. године и предао га Дардану, Хоноријевом управнику Галије. Дардан је затим убио Себастијана и његову главу послао на Хоноријев двор у Равену. 